# Glochidion praeclarum
Glochidion praeclarum är en emblikaväxtart som beskrevs av Airy Shaw. Glochidion praeclarum ingår i släktet Glochidion och familjen emblikaväxter. Inga underarter finns listade i Catalogue of Life.